# Beatrix Savojská (1223–1259)
Beatrix Savojská (1223 – 10. května 1259) byla markraběnka ze Saluzza, kněžna z Tarenta a pravděpodobně sicilská královna.

## Životopis
Narodila se jako dcera savojského hraběte Amadea IV. Roku 1233 byla jako Beatrix jako desetileté děvčátko provdána za Manfréda, markýze ze Saluzza. Z jedenáct let trvajícího manželství se narodil jediný syn Tomáš a manžel roku 1244 zemřel. Ovdovělá Beatrix se 21. dubna 1247 provdala znovu. Ženichem se stal zřejmě o osm let mladší Manfréd, syn císaře Fridricha II., hrabě z Tarentu. Manfréd byl po smrti bratra Konráda regentem Sicílie. Roku 1258 se po Evropě roznesla pověst o úmrtí Konrádova dědice Konradina a Manfréd byl 10. srpna v Palermu korunován sicilským králem. Není zcela jisté, zda se Beatrix stala královnou. Zemřela v květnu mezi lety 1257-1259 a zanechala po sobě dceru Konstancii, budoucí manželku aragonského krále Petra.